# Őrhalom, Nógrád
Őrhalom  este un sat în districtul Balassagyarmat, județul Nógrád, Ungaria, având o populație de 1.076 de locuitori (2011). 

## Demografie
Componența etnică a satului Őrhalom
     Maghiari (93,79%)
     Romi (5,92%)
     Necunoscut (0,3%)
     Alții (0,3%)
Componența confesională a satului Őrhalom
     Fără religie (4,46%)
     Luterani (1,39%)
     Necunoscută (93,31%)
     Reformați (0,84%)
     Alte religii (1,3%)
Conform recensământului din 2011, satul Őrhalom avea 1.076 de locuitori. Din punct de vedere etnic, majoritatea locuitorilor (93,79%) erau maghiari, cu o minoritate de romi (5,92%). Apartenența etnică nu este cunoscută în cazul a 0,3% din locuitori. Nu există o religie majoritară, locuitorii fiind persoane fără religie (4,46%) și luterani (1,39%). Pentru 93,31% din locuitori nu este cunoscută apartenența confesională.